# Peter Pawlowsky
Peter Pawlowsky (* 8. April 1937 in Wien) ist ein österreichischer Journalist, Verlagslektor, Autor und Übersetzer.

## Leben
Peter Pawlowsky studierte Germanistik, Philosophie und Kunstgeschichte. Er promovierte 1960 und machte 1962 die Buchhändlerprüfung. Von 1969 bis 1987 war er innenpolitischer Journalist bei der Wochenzeitung „präsent“. Von 1972 bis 1975 führte er unter dem Titel „Fragen des Christen“ 148 TV-Bibelgespräche. Von 1972 bis 1976 moderierte er die „Orientierung“, später „Nachtstudio“, „Kontroverse“ und „Club 2“. 1972 war er Gründungs-Chefredakteur der Zeitschrift „multimedia“, 1972–1975 Österreich-Korrespondent der „Herder-Korrespondenz“, 1977 verantwortlicher Redakteur des ORF-Studienprogramms „Wem glauben?“. Von 1990 bis 1997 war er Hauptabteilungsleiter der Religions-Abteilung im ORF-Fernsehen. Von 1995 bis 2000 präsentierte er „kreuz&quer“. 1999 bis 2008 leitete er die Biblischen Sommerwochen des Katholischen Akademikerverbandes Österreichs im Stift Vorau. Peter Pawlowsky ist mit Susanne Heine, Professorin für Praktische Theologie und Religionspsychologie an der Universität Wien, verheiratet und Vater zweier Töchter und eines Sohnes.
Von 2000 bis 2004 war er Sprecher des „Forums Kunst-Wissenschaft-Medien“ der Katholischen Aktion. Er war ein Jahrzehnt Mitglied im Programmbeirat des Kultursenders ARTE. Von 1971 bis 1974 war er Vorsitzender der Arge katholischer Journalisten, von 1974 bis 1977 Vorsitzender der Katholischen Zentrums für Massenkommunikation Wien und von 1998 bis 2001 Kuratoriumsvorsitzender des Literarischen Forums der Katholischen Aktion. Pawlowsky war zwischen 1999 und 2000 Mitglied der Bischöflichen Medienkommission und 1999–2004 Mitglied des Programm-Arbeitskreises der Kulturhauptstadt Graz 2003.
2006 initiierte er mit dem früheren ORF-Auslandskorrespondenten Paul Schulmeister und dem Journalisten Heinz Nußbaumer die Plattform Christen und Muslime. 2009 bis 2015 war er stellvertretender Obmann der kirchlichen Reformbewegung „Laieninitiative“.
Er übersetzte seit 1965 20 Bücher aus dem Niederländischen, darunter Werke von Huub Oosterhuis, und aus dem Italienischen. Pawlowsky war jahrelang Kolumnist der Zeitschrift Die Furche.

## Auszeichnungen
- 1980 Kardinal-Innitzer-Förderungs-Preis für Wissenschaftspublizistik.
- 1981 Journalistenpreis; Hauptpreis elektronische Medien des Katholischen Familienverbandes.
- 1998 wurde ihm der Axel-Corti-Preis verliehen.
- 1999 wird die Sendung „Kreuz&Quer“ im  Rahmen der Romy-99-Verleihung mit dem Spezialpreis der Jury für die beste Sendungsidee ausgezeichnet.
- 2000 wird die Redaktion „Kreuz&Quer“ mit dem Prof.-Claus-Gatterer-Preis ausgezeichnet.
- 2000 Kardinal-Innitzer-Preis (Würdigungspreis für wissenschaftlich fundierte Publizistik)
- 2018 Ehrenkreuz für Wissenschaft und Kunst I. Klasse[3]

## Publikationen
- „Meine erste Kinderbibel. Mit vielen bunten Bildern“ (Übersetzung und Bearbeitung des italienischen Originaltextes von Bruna Battistella), Wien: Julius Breitschopf 1979, ISBN 3-7004-0412-3
- „Christentum“, in der Reihe „kurz und bündig“, 1994, ISBN 3-85128-071-7, in 7 Sprachen übersetzt
- „100mal kreuz+quer“ (gemeinsam mit Franz Grabner), 2000, ISBN 3-222-12765-4
- „Maßnahmen gegen den schiefen Turm, 87 Impulse zur Aufrichtung der Kirche. Eine Umfrage der Zeitschrift QUART mit Cartoons von Johann Pumhösl“, 2004, ISBN 3-7086-0101-7
- „Orientierungen im Labyrinth der Seele, Vier Jahrzehnte im Dienste der psychischen Gesundheit“, edition pro mente, Linz 2007, ISBN 3-901409-87-4
- mit Susanne Heine: Die christliche Matrix: eine Entdeckungsreise in unsichtbare Welten, Kösel München 2008, ISBN 978-3-466-36799-3.

### Kirchenliedübersetzung
- „Ik sta voor U in leegte en gemis“ 1969; Übersetzung: „Ich steh vor dir, verlassen und in Not“, Übersetzung von Peter Pawlowsky 1976, im Gesangbuch der Evangelisch-methodistischen Kirche 278, Melodie von Bernard Huijbers 1964;